# Thelodus
Genre
Thelodus  (du grec : θηλή thelḗ, « mamelon » et du grec : ὀδούς odoús, « dent ») est un genre fossile d'agnathes de la famille des Coelolepidae (ordre des Thelodontiformes) qui ont vécu durant le Silurien (soit il y a environ 419 à 443 Ma). Des fossiles ont été découverts en Europe, en Asie et en Amérique du Nord. Contrairement à de nombreux thélodontes, les espèces de Thelodus sont connues non seulement par leurs écailles, mais aussi par leurs empreintes dans les roches. Certaines espèces, comme le T. inauditus canadien, seraient de taille comparable à d'autres thélodontes, soit de 5 à 15 cm de longueur. Les écailles de l'espèce type, T. parvidens (syn. T. macintoshi) de la Grande-Bretagne silurienne, atteignent cependant la taille d'une pièce de monnaie et, s'il était proportionné comme d'autres thélodontes, comme Loganellia, l'animal vivant aurait mesuré environ un mètre de longueur.

## Liste des espèces
Selon Paleobiology Database (1er avril 2024) :
- † Thelodus calvus Marss & Karatajute-Talimaa, 2002
- † Thelodus hoskinsi Giffin, 1979
- † Thelodus laevis (Pander, 1856)
- † Thelodus parvidens Agassiz, 1839
- † Thelodus scoticus Traquair, 1898
- † Thelodus trilobatus Hoppe, 1931

## Classification
Le nom valide complet (avec auteur) de ce taxon est Thelodus Agassiz, 1839.
Thelodus a pour synonymes :
- Thelolepis Pander, 1856
- Thelyodus Agassiz, 1846